# Серце у мене вразливе
Серце у мене вразливе це максі-сингл Олега Скрипки, діючого вокаліста гурту Воплі Відоплясова, випущений восени 2009 року.

## Список композицій
1. «Як Почуєш» (3:01)
2. «Карії Очі» (2:40)
3. «І Знову Осінь» (3:07)
4. «Берізка» (2:44)
5. «Параска» (2:23)
6. «Велике Місто» (2:23)

## Над альбомом працювали
- Accordion — Олег Микитюк
- Arranged By, Vocals, Backing Vocals — Олег Скрипка
- Backing Vocals — Інна Бордюг
- Bass Guitar — Олексій Мельченко
- Drums — Олександр Муренко
- Grand Piano — Валерій Мирний
- Percussion — Олександр Береговський
- Recorded By, Mixed By, Mastered By, Guitar, Bass Guitar — Вадим Борисенко
- Saxophone — Ігор Чернов, Тимофій Супрунюк
- Trombone — Володимир Пушкар, Олексій Сагітов
- Trumpet — Антон Бурико, Віктор Немирович
- Viola — Андрій Рахманні, Влад Фролов, Сергій Охрімчук
- Written-By — Богдан Весоловський